# Tanaecia bungurana
Tanaecia bungurana är en fjärilsart som beskrevs av Hans Fruhstorfer 1913. Tanaecia bungurana ingår i släktet Tanaecia och familjen praktfjärilar. Inga underarter finns listade i Catalogue of Life.